# Aérodrome de Tabiteuea-Sud
L'aérodrome de Tabiteuea-Sud (code IATA : TSU • code OACI : NGTS) est un des deux aéroports de Tabiteuea situé au sud des îles Gilbert. Il est en connexion avec l'aérodrome de Tabiteuea-Nord et dessert quelques atolls du sud de l'archipel.

## Situation
| Abaiang Abemama Aranuka Arorae Beru Bonriki Butaritari Canton Cassidy Kuria Maiana Makin Nonouti Tabiteuea-Nord Tabiteuea-Sud Tamana Teraina Tabuaeran Marakei Nikunau |

## Compagnies et destinations

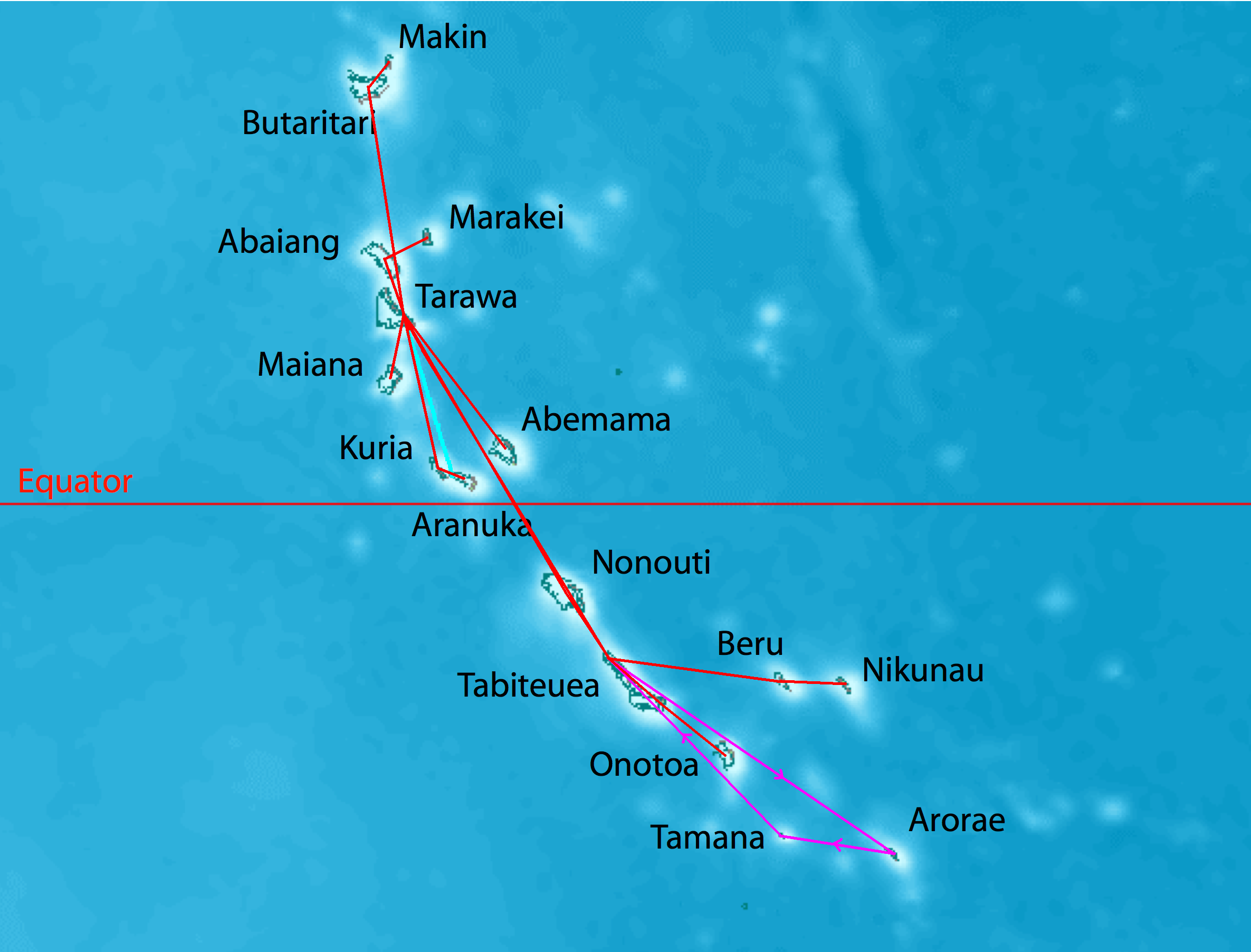
Détail Air Kiribati

| Compagnies   | Destinations                                  |
| ------------ | --------------------------------------------- |
| Air Kiribati | Tarawa (Bonriki), Tabiteuea-Nord, Onotoa (de) |

Édité le 23/04/2018